# فنلاند در المپیک تابستانی ۱۹۶۰

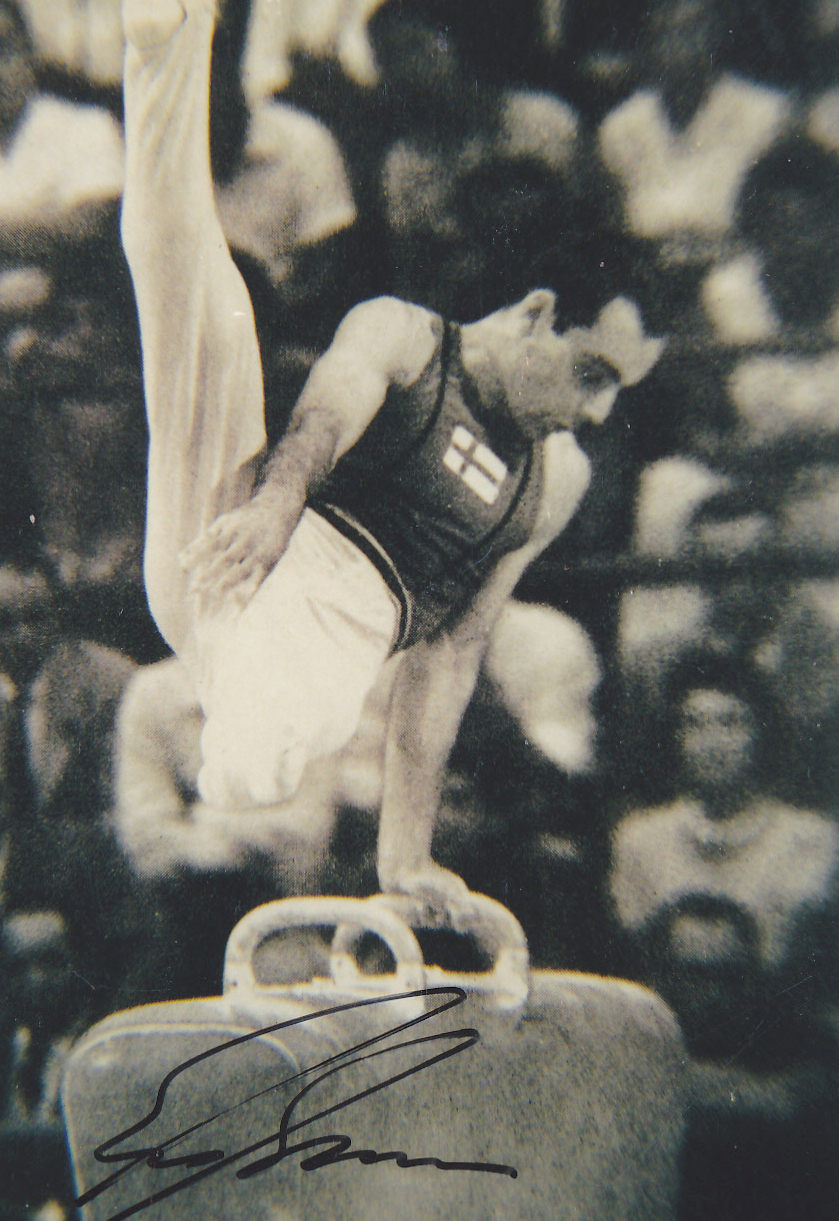
یکی ورزشکاران رشته ژیمناستیک در حال هنر نمایی با امضا خود

فنلاند در بازی‌های المپیک تابستانی ۱۹۶۰ که در شهر رم ایتالیا برگزار شد، کاروان فنلاند با ۱۱۷ ورزشکار در این رقابت‌ها شرکت کرد و موفق به کسب ۵ مدال (۱ طلا، ۱ نقره، ۳ برنز) شد. در جدول رتبه‌بندی توزیع مدال‌ها، فنلاند در ردهٔ ۱۷ مسابقات قرار گرفت.